# Bacanius gomyi
Bacanius gomyi är en skalbaggsart som beskrevs av Yélamos 1996. Bacanius gomyi ingår i släktet Bacanius och familjen stumpbaggar. Inga underarter finns listade i Catalogue of Life.